# Lista prezydentów Indonezji
Prezydent Republiki Indonezji – zgodnie z Konstytucją Republiki Indonezji najwyższy przedstawiciel indonezyjskich władz. 
| Osoba | Osoba                             | Osoba   | Kadencja             | Kadencja             | Partia polityczna                         |
| #     | Imię i nazwisko                   | Portret | Od                   | Do                   | Partia polityczna                         |
| ----- | --------------------------------- | ------- | -------------------- | -------------------- | ----------------------------------------- |
| 1     | Sukarno (1901–1970)               |         | 18 sierpnia 1945     | 12 marca 1967        | Bezpartyjny                               |
| 2     | Suharto (1921–2008)               |         | 12 marca 1967        | 21 maja 1998         | Golkar                                    |
| 3     | Jusuf Habibie (1936–2019)         |         | 21 maja 1998         | 20 października 1999 | Golkar                                    |
| 4     | Abdurrahman Wahid (1940–2009)     |         | 20 października 1999 | 23 lipca 2001        | Partia Przebudzenia Narodowego            |
| 5     | Megawati Sukarnoputri (1947– )    |         | 23 lipca 2001        | 20 października 2004 | Indonezyjska Partia Demokratyczna – Walka |
| 6     | Susilo Bambang Yudhoyono (1949– ) |         | 20 października 2004 | 20 października 2014 | Partia Demokratyczna                      |
| 7     | Joko Widodo (1961– )              |         | 20 października 2014 | 20 października 2024 | Indonezyjska Partia Demokratyczna – Walka |
| 8     | Prabowo Subianto (1951– )         |         | 20 października 2024 | nadal                | Gerindra                                  |